# A34高速公路
A34高速公路是法国东北部的一条免费高速公路，由原来的国道N43和N51升级改建而成。A34连接色当和兰斯，是欧洲高速公路E44和E46的一部分。